# Авиационные происшествия Аэрофлота 1956 года

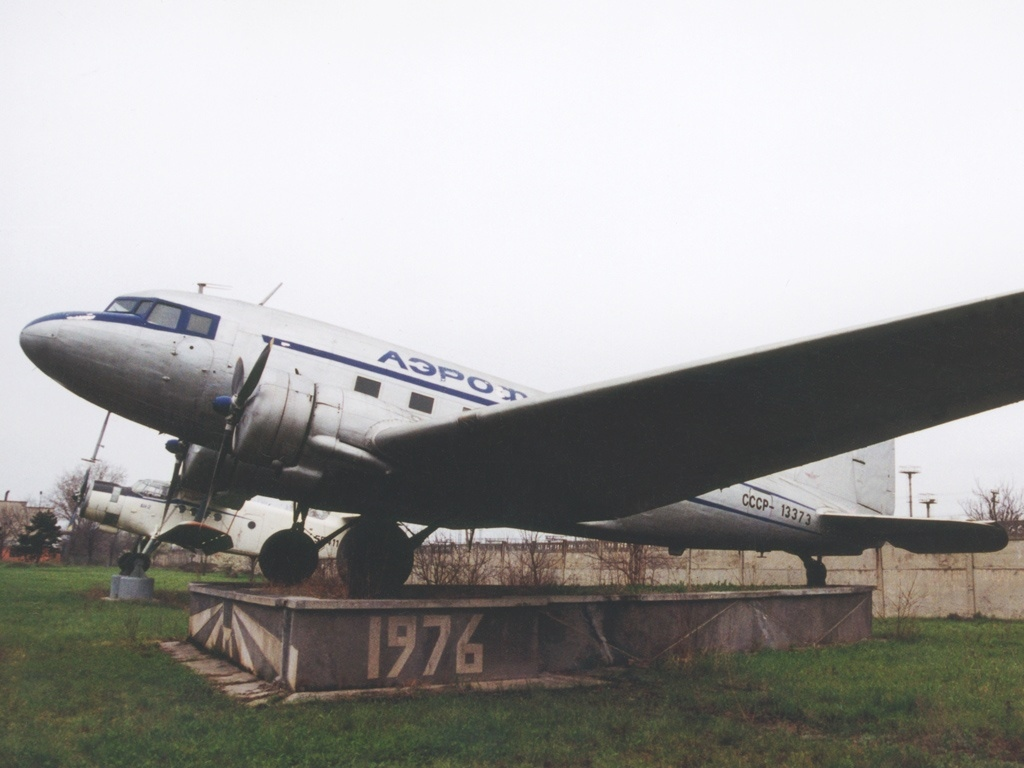
Ли-2 предприятия «Аэрофлот»

Авиационные происшествия и инциденты, включая угоны, произошедшие с воздушными судами Главного управления гражданского воздушного флота при Совете министров СССР («Аэрофлот») в 1956 году.
В этом году крупнейшая катастрофа с воздушными судами предприятия «Аэрофлот» произошла 9 декабря близ Анадыря, когда самолёт Ли-2 при заходе на посадку отклонился в сторону от трассы, оказавшись в горном районе, а после преждевременного снижения под безопасную высоту врезался в гору, при этом погибли 12 человек (подробнее…).

## Список
Отмечены происшествия и инциденты, когда воздушное судно было восстановлено.
| Дата                  | Место                                                  | ВС     | Бортовой номер | Управление         | Жертв | Описание | И      |
| --------------------- | ------------------------------------------------------ | ------ | -------------- | ------------------ | ----- | --- | ------ |
| 15 января 1956 года   | Охотск                                                 | Ил-12  | Л1444          | Восточно-Сибирское | 0/4+  | При посадке в метель и с обледенелыми стёклами приземлился на обочине ВПП с разрушением шасси                                                                                                  | [ 1 ]  |
| 30 января 1956 года   | Иркутск                                                | Ми-4   | Л42            | Восточно-Сибирское | 0/3   | Зацепил хвостовым винтом землю и упал на борт из-за дезориентации экипажа в облаке поднявшейся снежной пыли при пролёте над аэродромом                                                         | [ 2 ]  |
| 24 февраля 1956 года  | Урюмканский хребет, близ Газимурского Завода           | По-2С  | К1222          | Восточно-Сибирское | 0/1   | Зацепил деревья на горе и упал на склон после снижения нетрезвого пилота под безопасную высоту                                                                                                 | [ 3 ]  |
| 15 марта 1956 года    | Большеигнатовский район, близ Нового Селища            | По-2   | А744           | Приволжское        | 0/1+  | При развороте в тумане на малой высоте из-за ошибок в пилотировании врезался в землю | [ 4 ]  |
| 23 марта 1956 года    | Воямполка, Тигильский район                            | Ан-2Т  | А744           | Дальневосточное    | 1/5   | При развороте на малой высоте из-за ошибок в пилотировании и отвлечения пилота врезался в землю                                                                                                | [ 5 ]  |
| 24 марта 1956 года    | 30 км ССВ Елабуги                                      | По-2Л  | Л2017          | Дальневосточное    | 3/3   | Врезался в землю после дезориентации малоопытного пилота при пролёте снегопада | [ 6 ]  |
| 15 апреля 1956 года   | Тунгокочен, Читинская область                          | По-2Л  | К1212          | Восточно-Сибирское | 0/1   | После взлёта из-за истощения топлива остановился двигатель; при вынужденной посадке самолёт потерял скорость и врезался в землю                                                                | [ 7 ]  |
| 22 апреля 1956 года   | Чёрное море, близ Сухуми                               | Ил-14П | Л1718          | Московское         | 6/6   | По неустановленным причинам упал в море после взлёта (подробнее…) | [ 8 ]  |
| 22 апреля 1956 года   | Мензелинск                                             | Як-12Р | Л5868          | Приволжское        | 0/1   | При загрузке самолёта с работающим двигателем грузчик случайно толкнул сектор газа вперёд; авиалайнер разогнался, взлетел, а затем накренившись упал на землю                                  | [ 9 ]  |
| 26 апреля 1956 года   | 3 км от Шёнефельда, Берлин                             | Ил-12  |                |                    | 3/6   | При заходе на посадку опустился под глиссаду и зацепив башню церкви упал на землю; относительно типа самолёта требуются уточнения                                                              | [ 10 ] |
| 21 мая 1956 года      | ХМНО, верховье Вогулки, 85 км З Берёзова               | Ми-4   | Л95            | Западно-Сибирское  | 0/5   | Вынужденная посадка на лес после остановки двигателя из-за истощения топлива | [ 11 ] |
| 22 мая 1956 года      | УОБМАО, близ Усть-Орды                                 | Ми-4   | Л52            | Восточно-Сибирское | 3/3   | Упал в лес, когда в полёте разрушился хвостовой винт, при этом отделившаяся лопасть врезалась в несущий винт                                                                                   | [ 12 ] |
| 26 мая 1956 года      | Полтавка, Полтавский район                             | Як-12М | Л5703          | Западно-Сибирское  | 0/3   | После взлёта с законтренной ручкой управления перешёл в сваливание и упал на землю | [ 13 ] |
| 18 июня 1956 года     | Тырма, Верхне-Буреинский район                         | Ми-4   | Л74            | Дальневосточное    | 0/6   | Упал после взлёта из-за ошибок в пилотировании | [ 14 ] |
| 19 июня 1956 года     | Новосибирская область (вероятно)                       | По-2   | А1018          | Западно-Сибирское  | 2+0/2 | При самовольном полёте на малой высоте над прудом врезался в ЛЭП и упал в воду; оборванный высоковольтный провод упал на находившихся под ним людей                                            | [ 15 ] |
| 23 июня 1956 года     | Ташаузская область                                     | По-2   | А2523          | Средне-Азиатское   | 0/2   | При вираже на малой высоте врезался в землю из-за отвлечения пилота | [ 16 ] |
| 2 июля 1956 года      | Подкаменная Тунгуска, Туруханский район                | Ан-2В  | Л5679          | Средне-Азиатское   | 0/2   | Грубая посадка на воду | [ 17 ] |
| 4 июля 1956 года      | Воронеж                                                | Ли-2   | Л4869          | Северо-Кавказское  | 0/4+  | При рулении самолёта по грунту детонировал оставшийся в земле с войны фугас из трёх мин ТМ-35; взрывом разрушило правую мотогондолу и правую плоскость.                                        | [ 18 ] |
| 9 июля 1956 года      | Лазовский район, 7 км С Вангоу                         | По-2Л  | Л2092          | Дальневосточное    | 1/2   | При пролёте ущелья в горах врезался в деревья на склоне | [ 19 ] |
| 11 июля 1956 года     | Кустанай                                               | По-2   | К357           | Казахское          | 0/0   | При опробовании двигателя после замены самоотвернулись пробки в бензосистеме, приведя к утечке топлива, после чего возник пожар, уничтоживший двигатель с самолётом                            | [ 20 ] |
| 14 июля 1956 года     | Плеханово, Тюмень                                      | Ми-4   | Л92            | Западно-Сибирское  | 1/3   | При уходе на второй круг вышел из-под контроля и упал на землю из-за отказа гидроусилителя поперечного управления                                                                              | [ 21 ] |
| 20 июля 1956 года     | Верхоянский район, хребет Хадарания, 175 км СВ Батагая | Ан-2Т  | Л5554          | Восточно-Сибирское | 4/6   | Столкновение с горой после ухода с маршрута и снижения под безопасную высоту | [ 22 ] |
| 21 июля 1956 года     | Тулунский район, верховье Белой Зимы                   | Ми-4   | Л67            | Восточно-Сибирское | 0/8   | При прерванном заходе на посадку в горном районе врезался в деревья | [ 23 ] |
| 26 июля 1956 года     | Мотыгино, Мотыгинский район                            | Ан-2П  | Л228           | Красноярское       | 0/2   | При посадке с перелётом выкатился с аэродрома и упал в канаву | [ 24 ] |
| 1 августа 1956 года   | озеро Нангъятур, Берёзовский район                     | Ан-2В  | Л3700          | Западно-Сибирское  | 0/?   | При заходе на посадку из-за ошибочного включения реверса воздушного винта потерял скорость и врезался в воду                                                                                   | [ 25 ] |
| 20 августа 1956 года  | ущелье реки Большая Чайбуха, 23 км ЮВ Гижиги           | Ан-2Т  | Л3488          | Дальневосточное    | 3/4   | Столкновение с горой при развороте в ущелье в ходе аэрогеофизической съемки | [ 26 ] |
| сентябрь 1956 года    | Ижевск                                                 | По-2   |                | Приволжское        | 2/2   | В тренировочном полёте по неустановленным причинам (вероятно, дезориентация пилота) упал на землю                                                                                              | [ 27 ] |
| 1 сентября 1956 года  | Комсомольский район, верховье Халбинки                 | Ми-4   | Л0509          | Дальневосточное    | 0/4   | При заходе на посадку в лесу врезался в деревья из-за отвлечения пилота | [ 28 ] |
| 8 сентября 1956 года  | Диксон                                                 | Ил-12П | Н525           | Полярной авиации   | 0/4   | При заходе на посадку опустился под глиссаду и врезался в торец полосы безопасности с разрушением тележек шасси, после чего приземлился на центр ВПП                                           | [ 29 ] |
| 11 сентября 1956 года | Череповец                                              | Ли-2   | Н584           | Полярной авиации   | 4/5   | В тренировочном полёте при заходе на посадку врезался в деревья и взорвался | [ 30 ] |
| 11 сентября 1956 года | Логе, Шпицберген                                       | Ми-4   | Н53            | Полярной авиации   | 0/3   | После посадки на замёрзшее озеро провалился колёсами под лёд, а при попытке взлететь перевернулся и ударившись винтом об лёд затонул; из-за невозможности восстановления вертолёт был взорван. | [ 31 ] |
| 16 сентября 1956 года | площадка «Ботуобия»                                    | Ан-2Т  | А2582          | Восточно-Сибирское | 1/3   | При заходе на посадку врезался в берег реки, скапотировал и сгорел | [ 32 ] |
| 22 сентября 1956 года | Курмышский район, между Вашутином и Плетнихой          | Ми-4   | Н42            | Полярной авиации   | 4/4   | В полёте разрушилась хвостовая балка; неуправляемый вертолёт перевернувшись упал в лес (подробнее…)                                                                                            | [ 33 ] |
| 23 октября 1956 года  | Красносулинский район, 5 км от Дудкина                 | По-2А  | А2533          | Северо-Кавказское  | 1/1   | При вираже на малой высоте врезался в поле из-за отвлечения пилота | [ 34 ] |
| 2 ноября 1956 года    | Кольцово, Свердловск                                   | Ли-2   | Л4872          | Западно-Сибирское  | 2/5   | При заходе на посадку врезался в деревья после временной остановки двигателей из-за истощения топлива                                                                                          | [ 35 ] |
| 18 ноября 1956 года   | Иркутск                                                | Ил-14  | Л5658          | Восточно-Сибирское | 1/5   | При грубой посадке до ВПП разрушил шасси и врезался в забор | [ 36 ] |
| 9 декабря 1956 года   | Чукотский АО, Золотой хребет, 35 км СВ Анадыря         | Ли-2   | Л5033          | Дальневосточное    | 12/12 | Столкновение с горой после уклонения с маршрута и снижения под безопасную высоту (подробнее…)                                                                                                  | [ 37 ] |